# Таџикистан на Светском првенству у атлетици у дворани 2022.
Таџикистан је учествовао на 18. Светском првенству у атлетици у дворани 2022. одржаном у Београду од 18. до 20. марта десети пут. Репрезентацију Таџикистана представљао је један атлетичар, који се такмичио у трци на 60 метара.,
На овом првенству такмичар Таџикистана није освојио ниједну медаљу али је оборио национални и лични рекорд.

## Учесници
Мушкарци:
- Фаворис Музрапов — 60 м

## Резултати

### Мушкарци
| Атлетичар        | Дисциплина | Лични рекорд | Квалификације | Квалификације | Полуфинале           | Полуфинале           | Финале               | Финале       | Детаљи |
| Атлетичар        | Дисциплина | Лични рекорд | Резултат      | Место         | Резултат             | Место                | Резултат             | Место        | Детаљи |
| ---------------- | ---------- | ------------ | ------------- | ------------- | -------------------- | -------------------- | -------------------- | ------------ | ------ |
| Фаворис Музрапов | 60 м       |              | 6,83 НР, ЛР   | 7. у гр. 2    | Није се квалификовао | Није се квалификовао | Није се квалификовао | 37 / 43 (50) |        |